# Lethe daretis
Lethe daretis är en fjärilsart som beskrevs av William Chapman Hewitson 1863. Lethe daretis ingår i släktet Lethe och familjen praktfjärilar. Inga underarter finns listade i Catalogue of Life.

## Bildgalleri

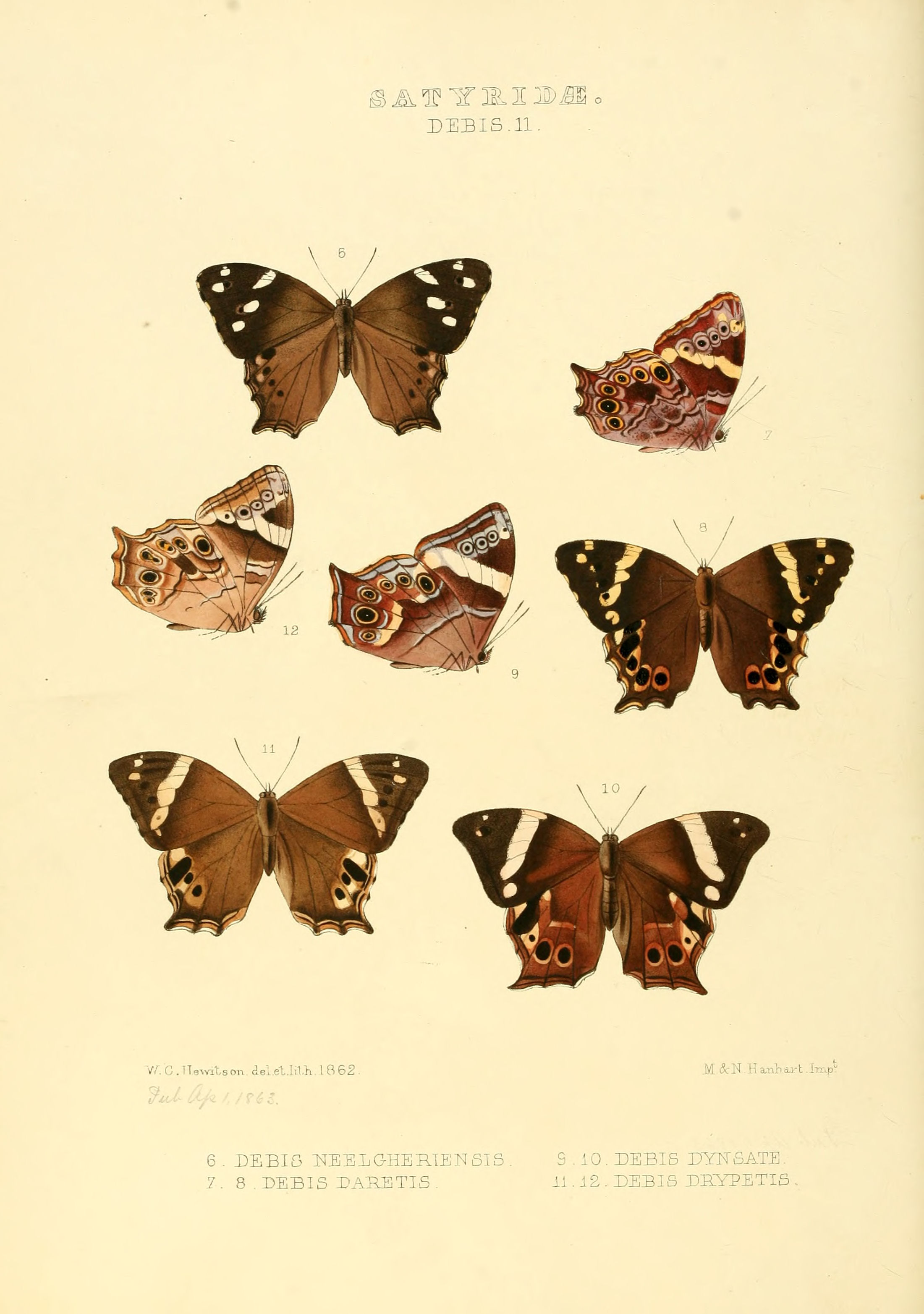
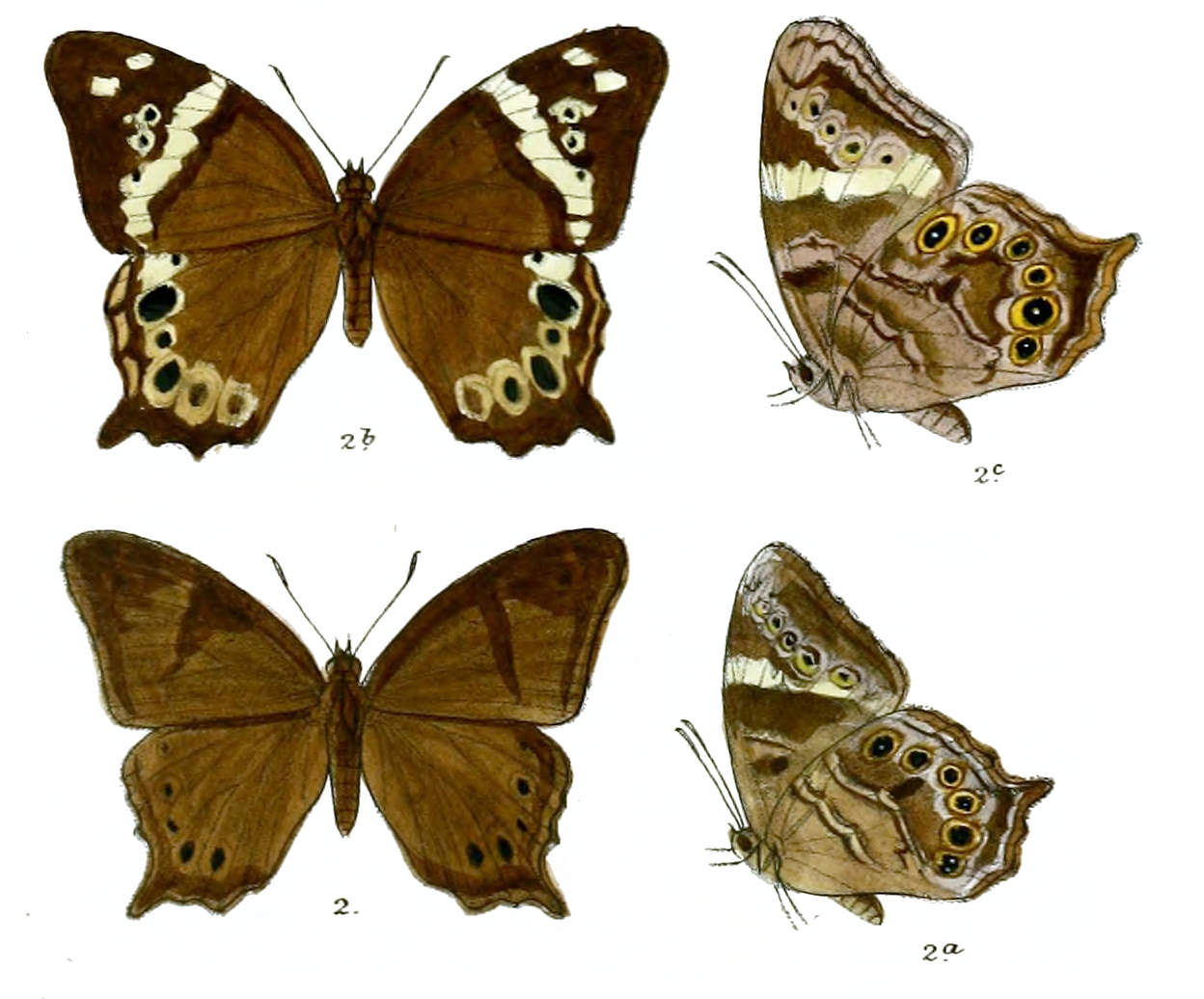
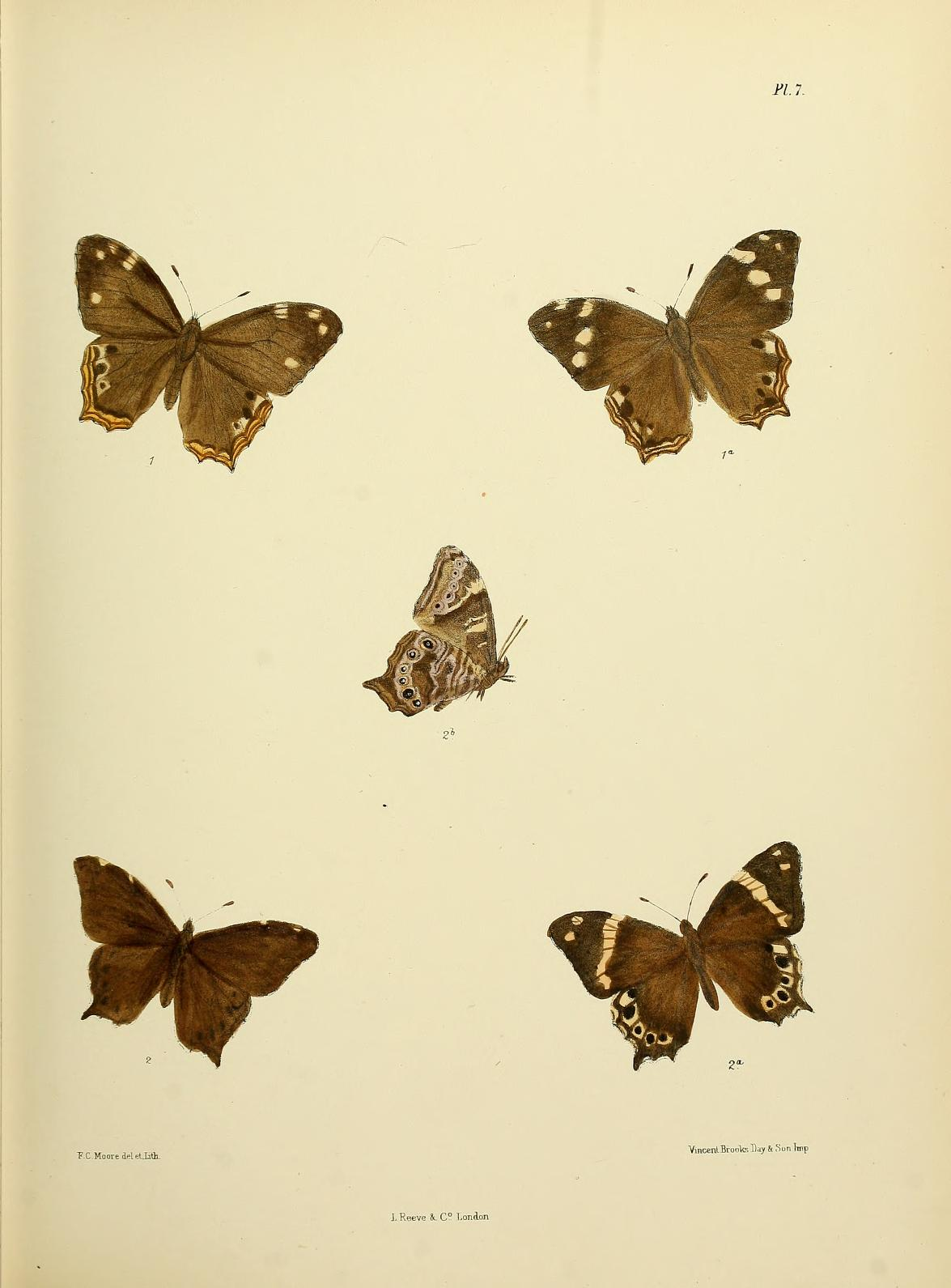